# Javier Mendoza
Javier Mendoza est un boxeur mexicain né le 5 mars 1991.

## Carrière
Passé professionnel en 2007, il remporte le titre vacant de champion du monde des poids mi-mouches IBF le 20 septembre 2014 en battant aux points Ramon Garcia Hirales. Il conserve son titre le 30 mai 2015 aux dépens de Milan Melindo sur décision technique rendue au 6e round à la suite d'un choc de têtes. Mendoza est en revanche battu aux points par Akira Yaegashi le 29 décembre 2015.